# Beniamino Pizziol

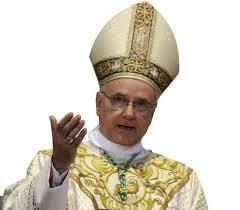
Beniamino Pizziol

Bischofswappen

Beniamino Pizziol (* 15. Juni 1947 in Cavallino-Treporti) ist ein italienischer Geistlicher und emeritierter römisch-katholischer Bischof von Vicenza.

## Leben
Der Patriarch von Venedig, Albino Luciani, weihte ihn am 3. Dezember 1972 zum Priester.
Papst Benedikt XVI. ernannte ihn am 5. Januar 2008 zum Weihbischof in Venedig und Titularbischof von Aemona. Der Patriarch von Venedig, Angelo Kardinal Scola, spendete ihm am 24. Februar desselben Jahres die Bischofsweihe; Mitkonsekratoren waren Marco Kardinal Cé, emeritierter Patriarch von Venedig, und Eugenio Ravignani, Bischof von Triest. Als Wahlspruch wählte er Deus Caritas est.
Am 16. April 2011 wurde er zum Bischof von Vicenza ernannt und am 19. Juni desselben Jahres in das Amt eingeführt.
Am 23. September 2022 nahm Papst Franziskus das von Beniamino Pizziol aus Altersgründen vorgebrachte Rücktrittsgesuch an.